# Явненська сільська рада
Явненська сільська рада — колишня адміністративно-територіальна одиниця та орган місцевого самоврядування у Баранівському і Довбишському (Мархлевському) районах Волинської округи, Київської та Житомирської областей Української РСР з адміністративним центром у селі Явне.

## Населені пункти
Сільській раді на час ліквідації були підпорядковані населені пункти:
- с. Явне.

## Населення
Кількість населення ради станом на 1923 рік становила 723 особи, кількість дворів — 116.
У 1926 році чисельність населення сільської ради становила 949 осіб, з них 611 (64,4 %) — особи польської національності. Кількість селянських господарств — 200.
Кількість населення ради станом на 1931 рік становила 1 034 особи.

## Історія та адміністративний устрій
Створена 1923 року в складі сіл Черняхівка, Явне та колонії Состробель Рогачівскої волості Новоград-Волинського повіту Волинської губернії. 7 березня 1923 року включена до складу новоутвореного Баранівського району Житомирської округи. 3 листопада 1923 року, відповідно до рішення Волинської ГАТК (протокол № 5 «Про зміни в межах округів, районів і сільрад»), підпорядковано урочище Лупасів Хутір Любарсько-Гутянської сільської ради Баранівського району. 22 лютого 1925 року затверджена як польська національна сільська рада. 1 вересня 1925 року передана до складу новоутвореного Довбишського (згодом — Мархлевський) району Житомирської (згодом — Волинська) округи. 17 жовтня 1935 року включена до складу Баранівського району Київської області. На 1 жовтня 1941 року с. Черняхівка, кол. Состробель та ур. Лупасів Хутір не перебували на обліку населених пунктів.
Станом на 1 вересня 1946 року сільська рада входила до складу Баранівського району Житомирської області, на обліку в раді перебувало с. Явне.
Ліквідована 11 серпня 1954 року, відповідно до указу Президії Верховної ради Української РСР «Про укрупнення сільських рад по Житомирській області», територію ради та с. Явне приєднано до складу Жаборицько-Гутянської сільської ради Баранівського району Житомирської області.